# Praça Xavier de Brito
A Praça Comandante Xavier de Brito, popularmente conhecida como Praça dos Cavalinhos, é uma praça situada no bairro da Tijuca, na Zona Norte da cidade do Rio de Janeiro. Localiza-se no cruzamento da Avenida Maracanã com a Rua Doutor Otávio Kelly.

## Origem do nome

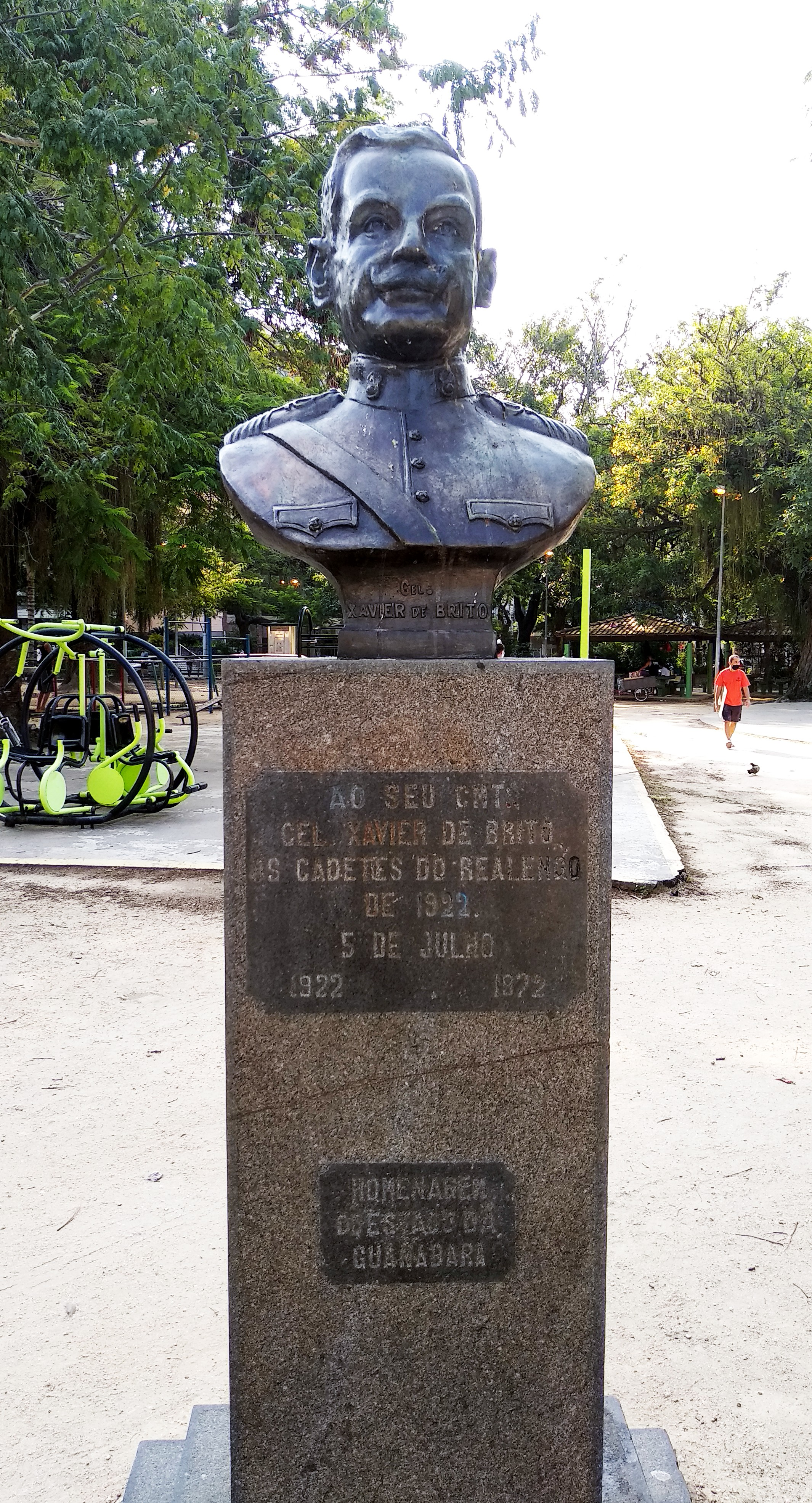
Busto em homenagem ao Comandante Xavier de Brito

O logradouro foi denominada Praça Comandante Xavier de Brito em homenagem ao coronel João Maria Xavier de Brito Júnior, diretor da Fábrica de Cartuchos do Exército e comandante dos revoltosos da Escola Militar do Realengo na Revolta do Forte de Copacabana, de julho de 1922. A praça possui um busto em homenagem ao coronel com o seguinte texto:
| “ | Ao seu Cmt. Cel. Xavier de Brito Os cadetes do Realengo de 1922. 5 de julho 1922 Homenagem do Estado da Guanabara | ” |

O apelido Praça dos Cavalinhos foi dado por causa dos tradicionais passeios a cavalo que ocorrem nas redondezas da praça.

## História
A praça existe desde 1928, ano em que foi ajardinada. Sua arborização é composta por um conjunto de árvores quase centenárias, das quais incluem-se flamboyants e sibipirunas. No interior da praça situa-se um chafariz francês, feito de bronze, que foi inserido no logradouro na década de 1960. Os filetes e o jorro d'água do chafariz passam por carrancas, anjinhos e golfinhos, componentes do fontanário.
Entre os dias 7 e 10 de setembro de 2017, a praça recebeu a primeira edição do Tijuca Gastro Fest, um festival gastronômico que, além de oferecer comidas e bebidas, reuniu também shows gratuitos e atrações voltadas para crianças. Nesta edição, aconteceram apresentações de samba, de chorinho e de MPB. Hambúrgueres, sanduíches, pizzas, pastéis, massas e comida mexicana eram algumas das comidas vendidas durante o evento.

## Pontos de interesse
Os seguintes pontos de interesse situam-se nas redondezas da Praça Comandante Xavier de Brito:
- Escola Municipal Soares Pereira
- Condomínio Juiz Pedro Namorado
- Loja da Assaí Atacadista
- Gerência de Controle da Qualidade da Água da Companhia Estadual de Águas e Esgotos do Rio de Janeiro (CEDAE)
- 5ª Gerência de Conservação da Secretaria Municipal de Conservação (SECONSERVA)